# Géographie humaine
La géographie humaine, ou géographie économique et humaine dans sa forme longue, est l'étude spatiale des activités humaines à la surface du globe, donc l'étude de l'écoumène, c'est-à-dire des régions habitées par les humains.
Cette branche de la géographie est donc par définition une science sociale.
Ses domaines sont très variés et font appel aussi bien à l'anthropologie, à la démographie, à l'ethnographie-ethnologie-linguistique, à l'économie, à l'histoire, au droit, à la politique, à la sociologie.
Comme tous les phénomènes géographiques, les faits étudiés par la géographie humaine sont cartographiés.
Les cartes ainsi produites constituent un des matériaux sur lesquels s'appuie le géographe pour son analyse, de même que les statistiques, la législation, les enquêtes d'opinion.

## Disciplines
La géographie humaine comprend elle-même de nombreuses spécialités :
- la géographie de la population,
- la géographie rurale,
- la géographie urbaine,
- la géographie sociale,
- la géographie économique,
- la géographie des transports,
- la géographie politique,
- la géographie culturelle,
- la géographie linguistique,
- la géographie religieuse.